# Pimelephila ghesquierei
Pimelephila ghesquierei är en fjärilsart som beskrevs av Willie Horace Thomas Tams 1930. Pimelephila ghesquierei ingår i släktet Pimelephila och familjen Crambidae. Inga underarter finns listade i Catalogue of Life.